# 루이 앤더슨
루이 앤더슨(Louie Anderson, 1953년 3월 24일~2022년 1월 21일)은 미국의 스탠드업 코미디언이다.